# Округ Карлове Вари
Округ Карлове Вари (чеш. Okres Karlovy Vary) је округ у Карловарском крају, у Чешкој Републици. Административно средиште округа је град Карлове Вари.

## Становништво
Према подацима о броју становника из 2012. године округ је имао 118.452 становника.